# 아드리앵 푸르모
아드리앵 푸르모(Adrien Fourmaux, 1995년 5월 3일 ~ )는 프랑스의 랠리 자동차 경주 선수이다. 현재 M-스포츠 포드 소속으로 월드 랠리 챔피언십 랠리1 부문에 참가하고 있다. 2018년 프랑스 랠리 챔피언십 주니어 부문에서 우승하고 2019년 몬테카를로 랠리에서 WRC에 데뷔했다. 2020년에 M-스포츠 포드 WRT와 계약하고 WRC2에서 경주했으며, 2024년 랠리 스웨덴에서 첫 포디엄을 달성했다.